# باز غیرهسته‌دوست
باز غیرهسته‌دوست عبارت است از یک باز آلی که هسته‌دوستی کمی دارد. بازهای معمولی هم هسته‌دوست اند اما معمولاً شیمی‌دان‌ها به دنبال توان حذف پروتون در یک باز بدون هر کار دیگری‌اند.
مجموعه‌ای از آمین‌ها و هتروسیکل‌های نیتروژنی بازهای مفیدی با توان متوسط اند (pKa اسید مزدوج حدود ۱۰ تا ۱۳)
- ان،ان-دی‌ایزوپروپیل‌اتیل‌آمین[۱] یا DIPEA یا باز Hünig
- دی‌بی‌یو که در واکنش حذفی E2 بسیار مورد توجه است.
- ۲٬۶-دی-ترت-بوتیل‌پیریدین یک باز غیرهسته‌دوست ضعیف.
- بازهای فسفازن مانند t-Bu-P4

بازهای غیرهسته‌دوست قوی معمولاً آنیون اند و pKa آن‌ها ۳۵ تا ۴۰ است.
- لیتیم دی‌ایزوپروپیل‌آمید یا LDA
- آمیدهای با پایهٔ سیلیسیم مانند سدیم بیس (تری‌متیل‌سیلیل) آمید و پتاسیم بیس (تری‌متیل‌سیلیل) آمید
- تترامتیل‌پیپریدید لیتیوم (باز هارپون)